# Stade Kortrijk
Stade Kortrijk was een Belgische voetbalclub uit Kortrijk. De club was bij de KBVB aangesloten met stamnummer 161 en had paars-witte clubkleuren. De club speelde in zijn geschiedenis hoofdzakelijk in de nationale reeksen, maar raakte nooit hoger dan de Bevorderingsreeksen. In 1971 verdween Stade Kortrijk in een fusie met Kortrijk Sport in KV Kortrijk.

## Geschiedenis
Reeds sinds het begin van de 20e eeuw bestond in Kortrijk een succesvolle voetbalclub, SC Courtraisien, later onder de namen Courtrai Sports en Kortrijk Sport. Er bestonden ook kleinere wijkploegen. In 1923 fusioneerde twee ervan, namelijk Eendracht Kortrijk en Patronaat Sint-Rochus. De club heette Stade Kortrijk en sloot aan bij de Belgische Voetbalbond. Enkele jaren later, bij de invoering van stamnummers door de voetbalbond, kreeg men stamnummer 161 toegekend. De clubkleuren waren paars-wit. De club speelde de jaren 20 in regionale reeksen.
In 1931 werden zowel in Tweede als Derde Klasse reeksen bij gecreëerd, waardoor het aantal clubs kon uitbreiden. Stade Kortrijk kon dat jaar voor het eerst aantreden in de nationale bevorderingsreeksen, toen nog de Derde Klasse. De club bleef er een half decennium spelen, maar zakte in 1935 weer weg uit het nationale voetbal. Tijdens de Tweede Wereldoorlog kon Stade echter terugkeren. De club kon er zich handhaven, en speelde weer verscheidene jaren onafgebroken in Bevordering.
In 1952 werden weer grote competitieveranderingen doorgevoerd. Het aantal reeksen in Tweede en Derde Klasse werd herleid, waardoor het aantal clubs sterk beperkt werd; en een nieuwe Vierde Klasse werd opgericht die voortaan de nieuwe Bevorderingsklasse zou zijn. Door de inkrimping in Tweede en Derde moesten heel wat clubs zakken. Slechts de eerste vier in Derde Klasse konden blijven, alle andere zakten. Stade Kortrijk was weliswaar 12de geworden op 16 ploegen, maar moest dus ook een reeks lager gaan spelen. In 1952 ging men dus opnieuw van start in wat heette Bevordering, maar dit was nu de Vierde in plaats van de Derde Klasse. Stade Kortrijk maakte daar een slecht seizoen door, eindigde allerlaatste in zijn reeks en zakte dus na 10 jaar terug naar het provinciaal voetbal.
Stade bleef daar een tien jaar hangen, tot men in 1963 opnieuw kon promoveren naar de nationale Vierde Klasse. Het verblijf duurde er ditmaal nog zeven jaar, tot men in 1970 terug degradeerde. In 1971 fusioneerde de club dan met de andere grote Kortrijkse club, Kortrijk Sport. Kortrijk Sport, met stamnummer 19, was een oudere en succesvollere club, had verschillende seizoenen in de Tweede Klasse gespeeld, maar was in de jaren 60 ook weggezakt tot in Vierde Klasse. Beide clubs gingen nu samen verder als de fusieclub KV Kortrijk. De club speelde verder onder het stamnummer 19 van Kortrijk Sport in Vierde Klasse, en zou de komende jaren kunnen opklimmen tot in de hoogste nationale afdelingen. Het stamnummer 161 van Stade Kortrijk werd definitief geschrapt.